# Inmigración, Refugiados y Ciudadanía Canadá
Inmigración, Refugiados y Ciudadanía Canadá (IRCC; en francés: Immigration, Réfugiés et Citoyenneté Canada) es el ministerio del Gobierno de Canadá responsable de los asuntos relacionados con la inmigración en Canadá, los refugiados y la ciudadanía canadiense. El departamento fue establecido en 1994 tras una reorganización.

## Organización
El Informe de Resultados Departamentales (2018–2019), indicó que actualmente hay un total de 7,414 empleados equivalentes a tiempo completo trabajando en IRCC. El mismo informe establece que IRCC planea tener 7,378 empleados equivalentes a tiempo completo en 2019–2020 y 7304 en 2020–2021.

### Mandato, función y objetivo
El mandato de Inmigración, Refugiados y Ciudadanía Canadá está especificado en la Ley del Departamento de Ciudadanía e Inmigración. El Ministro de IRCC administra la Ley de Ciudadanía de 1977 y sus enmiendas subsiguientes. El Ministro de IRCC trabaja estrechamente con el Ministro de Seguridad Pública y Preparación para Emergencias en relación con la administración de la Ley de Protección de Inmigrantes y Refugiados.
IRCC, junto con sus socios, tiene la responsabilidad de llevar a cabo "la evaluación de posibles residentes permanentes y temporales para proteger la salud, seguridad y seguridad de los canadienses." También está bajo la responsabilidad de IRCC la emisión y control de pasaportes canadienses y otros documentos de viaje que facilitan el desplazamiento de los ciudadanos canadienses, residentes permanentes y personas protegidas.
En colaboración con sus socios, IRCC continuará trabajando para construir un "Canadá más fuerte", promoviendo programas y servicios destinados a ayudar a los recién llegados a integrarse con éxito y vivir plenamente el estilo de vida canadiense, maximizando sus habilidades para ayudar a construir mejores comunidades. Inculcarles los valores, deberes y responsabilidades como nuevos canadienses sin prejuicios, independientemente de su raza y creencias religiosas. También tiene como objetivo avanzar en términos de sus actividades y políticas de inmigración y humanitarias.
El objetivo de IRCC es ser instrumental en ayudar a construir un Canadá más fuerte a través de la inmigración, con el objetivo de continuar sus esfuerzos humanitarios reconocidos en todo el mundo. La visión es solidificar el objetivo de crear una agenda económica estable, así como su paisaje social y cultural.

## Historia
Antes de la creación de la Ley de Naturalización de 1947, las personas que nacían en Canadá, así como aquellos que se naturalizaban canadienses, independientemente de su país de origen, eran todos clasificados como súbditos británicos. Por lo tanto, durante esos tiempos, "ciudadano" y "ciudadanía" se referían a las personas que vivían en Canadá más que a aquellos en posesión del estatus de ciudadanía canadiense.
Cuando se implementó la Ley de Ciudadanía, formalizó el sentido de nacionalismo e identidad canadiense en sus ciudadanos. Bajo el Acta de América del Norte Británica de 1867, las responsabilidades en materia de inmigración eran compartidas por el gobierno federal y los gobiernos y comisiones provinciales/territoriales.

## Racismo en el sistema de inmigración

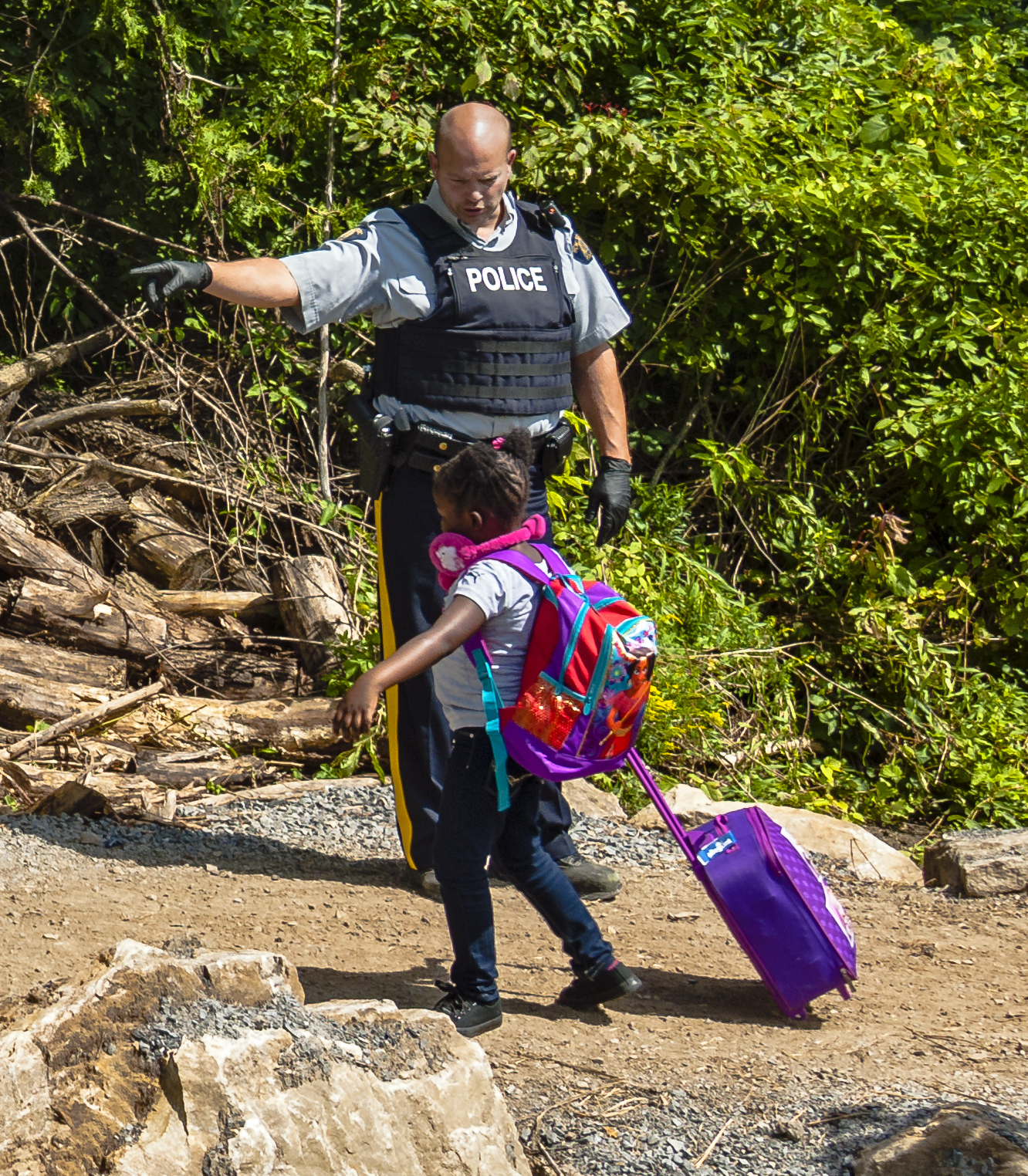
Oficial conduciendo a niña entrando en la frontera de Canadá

En respuesta a un informe del Comité Permanente de Ciudadanía e Inmigración de la Cámara de los Comunes, el Departamento de Inmigración, Refugiados y Ciudadanía de Canadá (IRCC) ha reconocido la existencia de racismo sistémico dentro de su sistema de inmigración. Este reconocimiento surge tras la presentación del informe "Tratamiento Diferencial en el Reclutamiento y Tasas de Aceptación de Estudiantes Extranjeros en Quebec y el Resto de Canadá", que resaltaba tasas de rechazo de hasta el 80% para inmigrantes francófonos de países africanos.IRCC publicó un informe el año 2021, en el que los empleados se quejaban de instancias repetidas de uso de términos ofensivos hacia colegas racializados y de oportunidades limitadas de avance para las minorías racializadas.Las investigaciones no sorprendieron a dos funcionarios federales que, temiendo represalias laborales, hablaron con CBC News bajo condición de anonimato, describiendo un ambiente de trabajo donde se monitorea constantemente al personal y se ejerce presión para atender tantas llamadas como sea posible, afectando incluso las pausas para ir al baño. También informaron actitudes racistas hacia los solicitantes de inmigración de ciertos países, y una reticencia a promover a empleados de color dentro del departamento.
Immigration, Refugees and Citizenship Canada (IRCC) ha iniciado una investigación sobre posibles sesgos culturales entre sus empleados en lo que respecta al procesamiento de solicitudes de visa en los puntos de entrada del país. Esta investigación es una respuesta a un estudio previo que reveló múltiples informes de "microagresiones" racistas por parte de empleados y supervisores. Las entrevistas realizadas sugirieron que tanto el racismo manifiesto como el sutil, observado entre los empleados y los responsables de tomar decisiones en IRCC, "puede y probablemente debe afectar el procesamiento de casos". Jasraj Singh Hallan, un MP del área de Calgary y ministro sombra de inmigración del Partido Conservador, expresó su preocupación por la incapacidad de IRCC para abordar el comportamiento racista en el lugar de trabajo y su efecto en los retrasos masivos en las aplicaciones de visa y los tiempos de procesamiento de refugiados.
La investigación, llevada a cabo de febrero a junio de este año con un costo de $59,000, incluyó grupos focales con empleados racializados y no racializados, con el objetivo de entender las experiencias actuales de racismo y la percepción sobre el manejo del racismo por parte de la administración, recogiendo sugerencias para futuros cambios en políticas y prácticas. Los hallazgos revelan microagresiones, discriminación en prácticas de contratación y en el acceso a oportunidades de crecimiento profesional, así como sesgos raciales en la aplicación de programas, políticas y servicios al cliente de IRCC. Además, se encontró una falta de directrices claras o capacitación para la gestión sobre cómo manejar reportes de racismo, una historia de racismo no abordado adecuadamente y un desequilibrio en la representación racial en la gestión.A pesar de las iniciativas, los participantes del estudio permanecen escépticos, creyendo que el problema está profundamente arraigado en la cultura organizacional y en los valores de las personas en el poder. Consideran que las soluciones propuestas, como establecer una Secretaría Antirracismo o requerir competencia intercultural para convertirse en ejecutivo, podrían tener poco impacto concreto contra el racismo sistémico. Los trabajadores también señalaron que los recursos desplegados hasta ahora son "temporales e insuficientes", y que las iniciativas están "mal financiadas".

#### Diferencia de trato entre las oficinas de visa
El 16 de marzo de 2022, un artículo de Susan Korah destacó las críticas hacia el gobierno de Canadá por el tratamiento diferencial en sus programas, dependiendo de su origen geográfico. Mientras que la ayuda a los refugiados ucranianos ha sido ampliamente aplaudida, defensores de los derechos de los refugiados y canadienses del Sur Global han señalado una política aparentemente discriminatoria hacia otros grupos. A pesar de la convicción compartida de que un inmigrante merece protección sin importar su raza, etnicidad o las dinámicas políticas que lo hayan obligado a huir, estas comunidades observan con emociones encontradas la acogida de más de un millón de ucranianos, reflejando un trato preferencial en contraste con sus propias experiencias marcadas por obstáculos hacia la seguridad.
Un estudio, realizado en Quebec, Canadá, entre el 1 de abril de 2002 y el 31 de marzo de 2011, examinó los resultados de reunificación familiar para 1,395 niños negros. Los resultados indicaron que los niños tienen menores probabilidades de experimentar reunificación familiar en comparación con otros niños.La discreción otorgada a los oficiales de inmigración y la preferencia dada en el sistema de puntos a candidatos altamente educados y proficientes en francés o inglés, más propensos a ser de países predominantemente blancos y "desarrollados", indicaron que la discriminación persistió. La introducción de una política no discriminatoria también fue vista como resultado de la creciente necesidad de Canadá por mano de obra y habilidades que los países europeos tradicionales ya no podían proporcionar.Las críticas a las políticas de inmigración de Canadá, particularmente de los países caribeños, mostraron la continua preferencia por inmigrantes de países que históricamente habían suministrado inmigrantes, a pesar de la abolición formal de la discriminación racial. La utilización de estereotipos despectivos para describir a posibles inmigrantes del Caribe y la justificación de la discriminación en la aplicación administrativa de las regulaciones revelaron una persistencia del racismo y la discriminación en las políticas de inmigración de Canadá.
Edvard Destin, un ciudadano haitiano residente en Quebec desde 2018, enfrenta dificultades para reunirse con sus hijos de 4 y 11 años que permanecen en Haití tras el fallecimiento de su esposa hace diez meses. A pesar de informar a Inmigración Canadá sobre el deceso de su esposa, el proceso de actualización del expediente no se realizó adecuadamente, lo que ha retrasado la tramitación de la solicitud de residencia permanente para sus hijos. Destin ha realizado numerosos intentos de comunicarse con la autoridad migratoria, enviando documentos requeridos y solicitando asistencia legal y política, pero sin éxito en avanzar el proceso.La situación de los niños es particularmente precaria dado que la persona que los cuidaba en Haití debe abandonar el país, lo que pone en riesgo su seguridad. Destin ha considerado regresar a Haití para traer a sus hijos, a pesar del peligro que esto representa debido a la situación de violencia en la zona donde viven los niños. Además, Destin solicitó asilo en Quebec en 2018 y obtuvo su residencia permanente en marzo de 2022 a través de un programa para trabajadores de la salud que prestaron servicios durante la pandemia de COVID-19. Desde entonces, ha intentado patrocinar la llegada de su esposa e hijos.
El siguiente cuadro presenta datos sobre las solicitudes de visas de residentes temporales para cónyuges y parejas en el extranjero, procesadas hasta el 7 de noviembre de 2020. Se ofrece un desglose por las diez principales nacionalidades de los solicitantes, indicando el número de solicitudes aprobadas y rechazadas, así como la tasa de rechazo correspondiente.

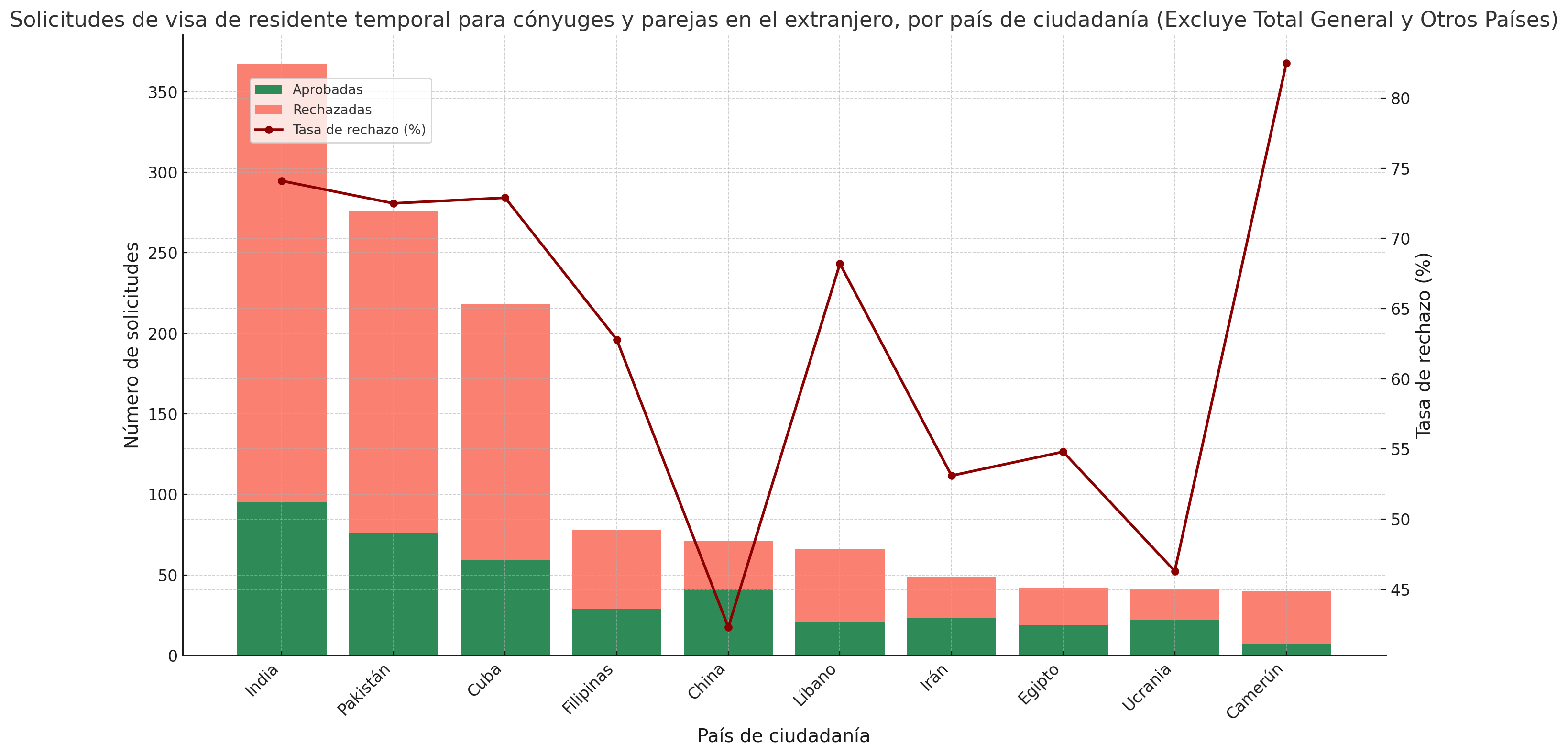
Número de Solicitudes de Visa de Residente Temporal Aprobadas y Rechazadas para Cónyuges y Parejas en el Extranjero en Inventario de Procesamiento, Desglosado por los 10 Principales Países de Ciudadanía al 7 de Noviembre de 2020 en Personas. Fuente: Steven Meurrens @smeurrens. Tweets sobre la ley y la política de inmigración canadiense.